# Carex buxbaumii
Carex buxbaumii Wahlenb. es una especie de planta herbácea de la familia de las ciperáceas.

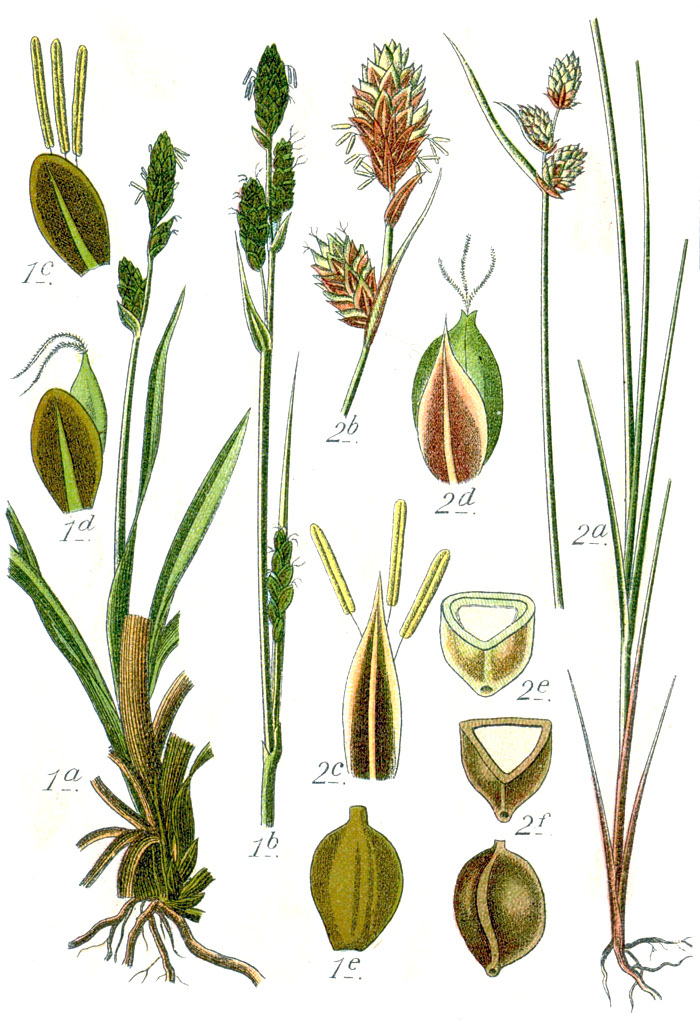
Imagen derecha n.º 2.

## Descripción
Esta especie crece en grupos desde largos rizomas. Los tallos alcanzan los 75 a 100 centímetros de altura máxima. Las hojas son estrechas y pequeñas. La inflorescencia tiene una bráctea que es a veces más larga que los picos. Los frutos tienen brácteas de color oscuro y un saco llamado perigynium que es de color gris-verde y de textura áspera.

## Distribución y Hábitat
Es nativa de gran parte del norte del Hemisferio Norte, desde Alaska a Groenlandia y Eurasia y entre ellos la mayoría de Canadá y los Estados Unidos. Crece en hábitats húmedos, tales como marismas y pantanos.

## Taxonomía
Carex buxbaumii fue descrita por Göran Wahlenberg y publicado en Kongl. Vetenskaps Academiens Nya Handlingar 24(2): 163–164. 1803.
Etimología
Ver: Carex
buxbaumii; epíteto otorgado en honor del botánico Franz Buxbaum.
Sinonimia
- Carex buxbaumii var. anticostensis Raymond
- Carex buxbaumii var. australis Andersson
- Carex buxbaumii forma dilutior Kük.
- Carex buxbaumii forma heterostachya Andersson
- Carex buxbaumii forma mitis Norman ex Christian
- Carex buxbaumii forma oenipontana Grembl. ex Appel
- Carex buxbaumii forma pedunculata Raymond
- Carex buxbaumii subsp. subulata (Schumach.) Liro
- Carex buxbaumii forma virescens Norman ex Christian
- Carex holmiana Mack.
- Carex oligandra F.Muell. ex Boott
- Carex picea Franch.
- Carex polygama Schkuhr
- Carex polygama var. heterostachya (Andersson) Farw.
- Carex polygama subsp. subulata Cajander
- Carex pseudobuxbaumii M.Winkl.
- Carex subulata Schumach.
- Carex tubulata K.Schum. ex Boott
- Physiglochis buxbaumii (Wahlenb.) Raf.[2][3][4]